# Юлий Сабин
Юлий Сабин (на латински: Julius Sabinus; вероятно Gaius Iulius Sabinus; † вероятно 79 г. в Рим) e римски антиимператор в Галия през Батавското въстание (69 – 70) по времето на император Веспасиан през 70 г.

## Биография
Произлиза от благороден лингонски род и се представя като (нелегитимен) правнук на Цезар.
През 69 г. Гай Юлий Цивилис, след смъртта на император Нерон, вдига германските племена от лявата страна на Рейн срещу Рим. Целта му е да създаде независима от Рим империя. В бунта постепенно се включват все повече племена, също и в Галия, между другото племето на треверите на Юлий Класик и легионите на Юлий Сабин. Въстаналите имат първия си успех през януари 70 г., когато побеждават два римски легиона. Юлий Сабин се провъзглася за император и обявява Augusta Treverorum (Трир) за своя резиденция. Веспасиан с генерал Квинт Петилий Цериал успява да контролира отново загубените области. Сабин изчезва със съюзниците си Секвани.
Според Плутарх Сабин се крие девет години в пещера. През 79 г. Юлий Сабин е намерен с жена му Емпона (при Тацит: Епонина) и закаран в Рим, където е екзекутиран.

## Галерия
- Éпонина и Сабин (1810)
- Éпонина и Сабин (1802)
- Пещерата на Сабин